# Маккензи, Тристон
Тристон Эндрю Маккензи (англ. Triston Andrew McKenzie, 2 августа 1997, Бруклин, Нью-Йорк) — американский бейсболист, питчер клуба Главной лиги бейсбола «Кливленд Гардианс».

## Карьера
Тристон Маккензи родился 2 августа 1997 года в Бруклине. В 2015 году он окончил школу в Роял-Палм-Бич во Флориде, планировал поступать в университет Вандербильта. В выпускном году он провёл на поле 91 иннинг в 15 матчах, одержал 9 побед при 5 поражениях с пропускаемостью 0,79. В том же году на драфте Главной лиги бейсбола Маккензи был выбран «Кливлендом» под общим 42 номером.
Профессиональную карьеру Тристон начал в августе 2015 года в Аризонской лиге для новичков. Он провёл на поле 12 иннингов, сделав 17 страйкаутов и пропустив 4 хита. В сезоне 2016 года он играл за «Махонинг-Вэлли Скрэперс» и Лейк-Каунти Кэптенс, летом был включён в сборную звёзд лиги штатов Нью-Йорк и Пенсильвания. Чемпионат 2017 года Маккензи провёл в «Линчберг Хиллкэтс», где впервые отыграл полный сезон стартовым питчером. Дважды его признавали лучшим питчером недели, он вошёл в число участников Матча всех звёзд будущего, а после завершения чемпионата Тристон был назван Питчером года в Каролинской лиге.
Первую часть сезона 2018 года он пропустил из-за болей в плече, а во второй его части Маккензи дебютировал на уровне АА-лиги в составе «Акрон Раббер Дакс». За команду он провёл 90,2 иннинга с пропускаемостью 2,86. Весной 2019 года из-за проблем со спиной Тристон был освобождён от предсезонных сборов, а затем пропустил чемпионат полностью. После завершения чемпионата «Индианс» включили его в расширенный состав команды. 
В 2020 году ожидался переход Маккензи на уровень ААА-лиги, но из-за пандемии COVID-19 сезон в младших бейсбольных лигах был отменён. В августе его перевели в основной состав «Кливленда», из которого за нарушение командных правил были выведены Майк Клевинджер и Зак Плесак. Двадцать второго августа Тристон дебютировал в Главной лиге бейсбола в матче против «Детройт Тайгерс». Он сделал десять страйкаутов, что стало вторым в истории команды результатом для новичков. 